# Anna Kutrzeba-Pojnarowa
Anna Kutrzeba-Pojnarowa (ur. 4 maja 1913 w Krakowie, zm. 29 kwietnia 1993 w Warszawie) – polska etnografka, prof. zw. dr. Wykładała na Uniwersytecie Warszawskim, zajmowała się m.in. historią polskiej etnografii. Prezes Polskiego Towarzystwa Ludoznawczego (1976).

## Życiorys
Była najstarszą z trzech córek Stanisława i Janiny z Domaszewskich Kutrzebów. Pod kierunkiem matki – polonistki – Anna przerabiała w domu program szkoły podstawowej i dwóch klas gimnazjum. Następne klasy ukończyła w Państwowym Gimnazjum im. Królowej Wandy. Maturę zdała w 1931.
Rozwój zainteresowań etnograficznych zawdzięczała uczestnictwu w Szkolnym Kole Krajoznawczym. Brała udział w dokumentowaniu kapliczek wiejskich według kwestionariusza Seweryna Udzieli. W wieku 16 lat samodzielnie zebrała i opracowała do druku rysunki i opisy 49 kapliczek we wsi Zawoja pod Babią Górą. Praca została nagrodzona przez Komisję Kół Krajoznawczych Młodzieży Szkolnej. Ojciec Anny udostępnił jej rysunki do oceny Włodzimierzowi Tetmajerowi.
W późniejszych latach Anna Kutrzeba pogłębiła i utrwaliła swój stosunek do wsi jako środowiska społeczno-kulturowego, zawarłszy związek małżeński z Marianem Pojnarem, prawnikiem wywodzącym się z podkarpackiej wsi Trześniów k. Brzozowa, utrzymując przez wiele lat więzi z jego rodziną i rodzinną wsią. Z czasem Trześniów stał się dla niej nie tylko przestrzenią życiową, ale też terenem obserwacji, badań i refleksji na temat rozwoju kulturowego. Mąż był dla niej wiarygodnym informatorem i ekspertem.
W latach 1931–1937 studiowała historię ze specjalnością średniowieczną na Uniwersytecie Jagiellońskim. Równocześnie uczęszczała na wykłady, ćwiczenia i seminaria z zakresu historii kultury, archeologii, geografii, historii prawa, etnografii i socjologii. Tytuł magisterski z historii średniowiecza otrzymała w 1938 na podstawie pracy Vesnica – danina miodowa. Ukończyła roczne studium pedagogiczne dla historyków oraz odbyła praktyki w III Państwowym Gimnazjum im. Króla Jana III Sobieskiego. Od 1937 rozpoczęła pracę młodszej asystentki w Katedrze Socjologii i Etnografii UJ. Pracowała tam z przerwą wojenną do 1953. W czasie II wojny światowej była związana z Departamentem Informacji Delegatury Rządu na Kraj. Pracowała jako urzędniczka w Radzie Głównej Opiekuńczej. Była łączniczką między PSL Stanisława Mikołajczyka a wykładowcami na Uniwersytecie Jagiellońskim.
W 1947 obroniła doktorat na podstawie pracy Rozwój etnologii i etnografii w Polsce – jej promotorem był Kazimierz Dobrowolski, a egzaminatorami Władysław Semkowicz i Kazimierz Moszyński. Należała do Polskiego Stronnictwa Ludowego, co przyczyniło się do politycznej decyzji rektora o zwolnieniu jej z UJ; decyzja została wycofana dzięki interwencji Jana Żołny-Manugiewicza. Zajęcia ze studentami prowadziła jako asystentka, a następnie jako adiunktka. Badała region krakowski. Prowadziła krakowską delegaturę Muzeum Kultur Ludowych (1947–1951), organizując zakup eksponatów z Polski południowej. Okresowo była członkinią rad naukowych m.in. Państwowego Muzeum Etnograficznego w Warszawie, Muzeum Sportu i Turystyki w Warszawie, Muzeum Rolnictwa w Ciechanowcu, Muzeum Wsi Mazowieckiej w Sierpcu.
W 1953, już jako Kutrzeba-Pojnarowa, podjęła pracę w Katedrze Etnografii Uniwersytetu Warszawskiego. Tam uzyskała stopień docenta (1955) oraz tytuły profesora nadzwyczajnego (1969) i zwyczajnego (1976). Pełniła funkcję prodziekana ds. naukowych Wydziału Historycznego. Włączyła się w prace badawcze Zakładu Etnografii Polski w Instytucie Historii Kultury Materialnej PAN. W latach 1961–1971 była honorową kierowniczką tego zakładu. W 1968 przy Mazowieckim Towarzystwie Kultury powstał Mazowiecki Ośrodek Badań Naukowych z kilkoma komisjami tematycznymi. Komisją Etnograficzną kierowała Anna Kutrzeba-Pojnarowa, a jej zastępcą był dr hab. Marian Pokropek. W ramach pracy ośrodka kierowała kilkoma projektami badawczymi.
Pierwszym tematem badawczym, jaki podjęła po II wojnie światowej, były Ziemie Zachodnie, co zaowocowało kilkoma tekstami prasowymi i w pracach zbiorowych. Później zajmowała się szczególnie Małopolską oraz Mazowszem i Kurpiami. Brała udział w Międzyuczelnianych Obozach Etnograficznych organizowanych przez Witolda Dynowskiego na Kurpiach. Prowadziła nadzór merytoryczny nad badaniami etnograficznymi w kurpiowskiej Puszczy Zielonej (zaowocowały trzytomowym opracowaniem Kurpie – Puszcza Zielona pod jej redakcją wydanym w latach 1962–1965), nad przemianami kultury wsi w różnych regionach kraju, nad podlaską szlachtą zagrodową. W pracach badawczych i publikacjach podejmowała trzy ścieżki: analizę średniowiecznych źródeł historycznych, historię etnograﬁi polskiej i metod pracy jej przedstawicieli oraz odtworzenie obrazu przemijającej kultury wsi w z zachowaniem regionalnej specyfiki. Już przed wojną, a po studiach, dwukrotnie była z ojcem na Międzynarodowym Kongresie Historyków we Francji i  Szwajcarii. Po wojnie uczestniczyła w międzynarodowych kongresach antropologów i etnologów w Moskwie, Paryżu, Chicago i Zurychu. W 1973 podczas IX Kongresu Nauk Antropologicznych i Etnologicznych w Chicago była jedną z jego honorowych przewodniczących. Brała udział w międzynarodowych konferencjach związanych z działalnością Międzynarodowej Komisji do Badania Kultury Ludowej Karpat i Bałkanów oraz pracach redakcyjnych nad czasopismami „Demos” (od 1957) i „Carpatica”. Przez 4 miesiące prowadziła badania w Paryżu i uczestniczyła w życiu uniwersyteckim. Od 1971 należała do Conseil d'Administration Międzynarodowego Towarzystwa Etnologii i Folkloru (SIEF). Podczas międzynarodowego kolokwium poświęconego folklorowi Europy w Belgii w 1975 była podkomisarką z ramienia polskiego komitetu imprezy. Występowała z referatami na konferencjach w ZSRR, Czechosłowacji, Bułgarii, Jugosławii, Francji, Rumunii, Węgrzech, Niemczech, USA. Poza tym należała redakcji serii wydawniczych i monografii regionalnych. Zainspirowała powstanie, redagowała i współtworzyła syntezę Etnografia Polski. Przemiany kultury ludowej (t. 1–2, Ossolineum 1976, 1981).
W 1986 została wyróżniona Nagrodą im. Oskara Kolberga.
Została pochowana na cmentarzu Powązkowskim w Warszawie (kwatera K-2-28).

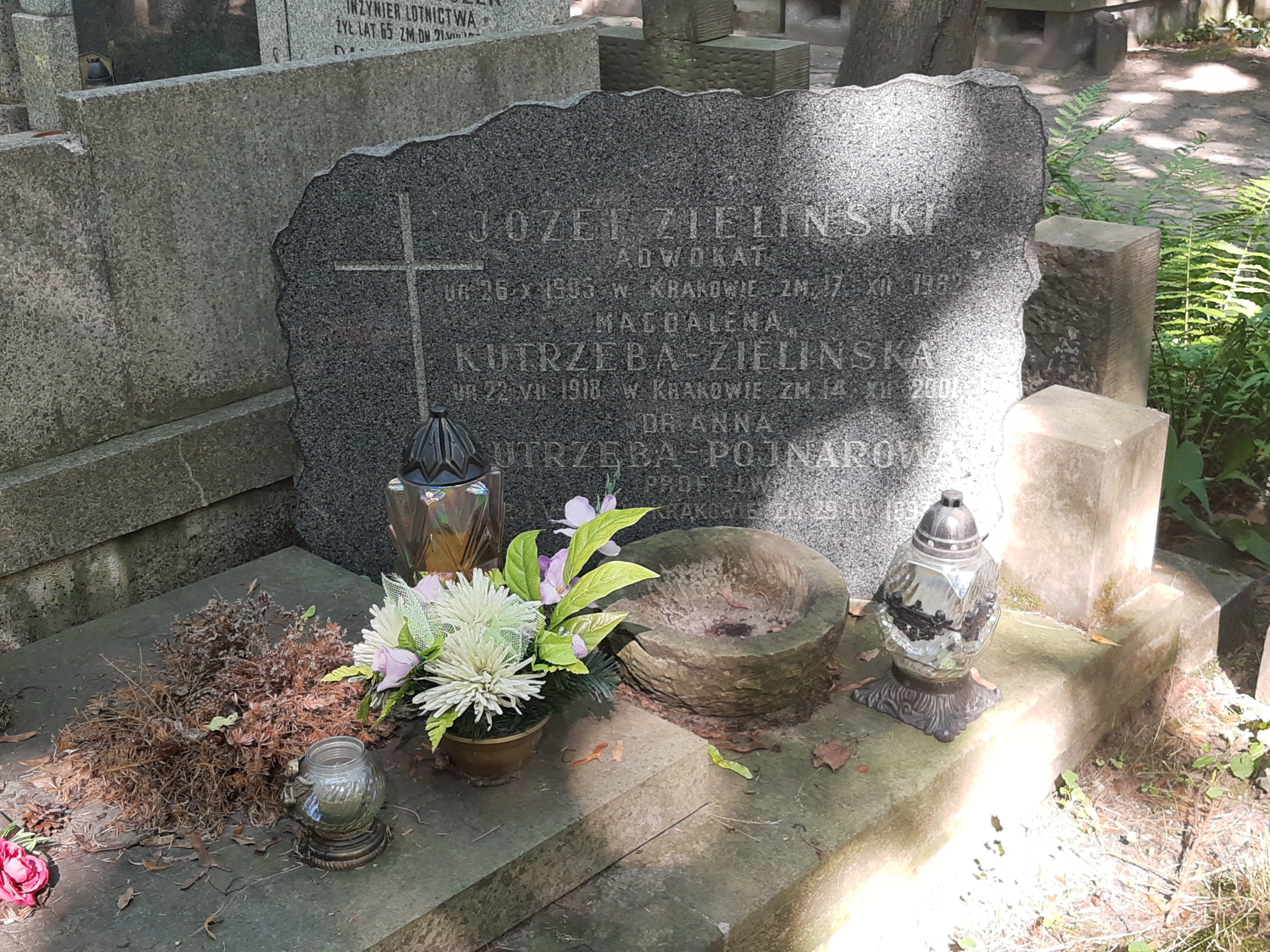
Grób prof. Anny Kutrzeby-Pojnarowej na Starych Powązkach

## Wybrane publikacje
Książki:
- Budownictwo ludowe w Zawoi, Kraków 1931
- Rozwój etnografii i etnologii w Polsce, Kraków 1948
- Tradycyjna społeczność wiejska w procesie przemian współczesnych. Studium wsi Mników, pow. krakowskiego, Wrocław 1968
- Kultura ludowa w dotychczasowych polskich pracach etnograﬁcznych, Warszawa 1976
- Kultura ludowa i jej badacze. Mit i rzeczywistość, Warszawa 1977
- Trześniów. Tradycyjna kultura chłopska i kierunki przemian. Refleksje etnografa, Warszawa 1988

Artykuły:
- Kapliczki, krzyże i figury przydrożne w Zawoi, „Orli lot”, 10 (1929), nr 4;
- Kierunki zainteresowań historią kultury wsi mazowieckiej w warszawskim ośrodku etnograficznym, „Prace działu etnografii IHKM PAN”, 1959, z. 2;
- O Bystroniu współcześnie, „Współczesność”, 1965, nr 2;
- Jan Stanisław Bystroń jako historyk i teoretyk kultury ludowej, „Polska Sztuka Ludowa”, 1965, nr 2, s. 71–78;
- Wincenty Pol i Zygmunt Gloger, „Łódzkie Studia Etnograficzne”, 9 (1967);
- Założenia teoretyczne i realny program nowych prac nad syntezą etnografii Polski, „Etnografia Polska”, 15 (1971), z. 2;
- Ocena dorobku i perspektywy etnografii, „Etnografia Polska”, 18 (1974);
- Etnografia polska w trzydziestoleciu PRL, „Etnografia Polska”, 19 (1975), z. 2.

## Upamiętnienie
Między 15 października 2013 a 31 marca 2014 przy Kancelarii Prezesa PAN w Pałacu Kultury i Nauki w Warszawie można było zobaczyć przygotowaną przez Archiwum Nauki PAN i PAU wystawę Młodość mija jak sen… Obrazki z życia towarzyskiego uczennicy i studentki. Anna Kutrzeba-Pojnarowa (1913–1993). Okazją była 100 rocznica urodzin oraz 20 rocznica śmierci badaczki.